# Aéroport de Key West
L'aéroport international de Key West (code IATA : EYW • code OACI : KEYW • code FAA : EYW), également connu en tant qu'aéroport de Key West (en anglais : Key West International Airport et Key West Airport, respectivement), est un aéroport international américain situé dans le comté de Monroe, en Floride, à 3,2 km à l'est de Key West.
Les vols au départ de l'aéroport ont souvent des restrictions de poids à cause de la piste dont la longueur n'est que de 1 547 m,.

## Histoire
Le premier vol au départ de Key West décolle pour Cuba en 1913. En 1928, Pan American lance ses liaisons régulières au départ de Key West, un an après son premier vol entre Key West et Cuba. En 1944, la compagnie National Airlines lance son premier service vers Miami. Au cours de la Seconde Guerre mondiale, l'aéroport est utilisé par l'United States Army puis l'United States Navy.
Un nouveau terminal est actuellement en construction et devrait ouvrir en 2024.

## Situation
| Daytona Beach Fort Lauderdale Fort Myers Gainesville Jacksonville Key West Orlando-Melbourne Miami Orlando Orlando-Sanford Panama City Pensacola Punta Gorda Sarasota-Bradenton St. Augustine St. Petersburg-Clearwater Tallahassee Tampa Valparaiso Palm Beach Naples Vero Beach |

## Compagnies aériennes et destinations
| Compagnies         | Destinations                                                      |
| ------------------ | ----------------------------------------------------------------- |
| American Eagle     | Miami, Washington-Reagan En saison : Charlotte-Douglas            |
| Delta Air Lines    | Atlanta H.-Jackson                                                |
| Delta Connection   | Atlanta H.-Jackson                                                |
| Gulf Coast Airways | Naples (Floride)                                                  |
| Silver Airways     | Fort Lauderdale-Hollywood, Fort Myers, Orlando, Tampa, Palm Beach |
| United Express     | En saison : Chicago-O'Hare, Newark-Liberty                        |

## Statistiques passagers
Pour des raisons techniques, il est temporairement impossible d'afficher le graphique qui aurait dû être présenté ici.

Voir la requête brute et les sources sur Wikidata.
| Rang | Ville                       | Passagers | Compagnies |
| ---- | --------------------------- | --------- | ---------- |
| 1    | Atlanta H.-Jackson          | 166 000   | Delta      |
| 2    | Miami                       | 85 000    | American   |
| 3    | Fort Lauderdale-Hollywood   | 28 000    | Silver     |
| 4    | Charlotte, Caroline du Nord | 26 000    | American   |
| 5    | Tampa, Floride              | 19 000    | Silver     |
| 6    | Washington-Reagan           | 13 000    | American   |
| 7    | Orlando                     | 12 000    | Silver     |
| 8    | Fort Myers                  | 6 000     | Silver     |
| 9    | Newark-Liberty              | 2 000     | United     |

## Galerie

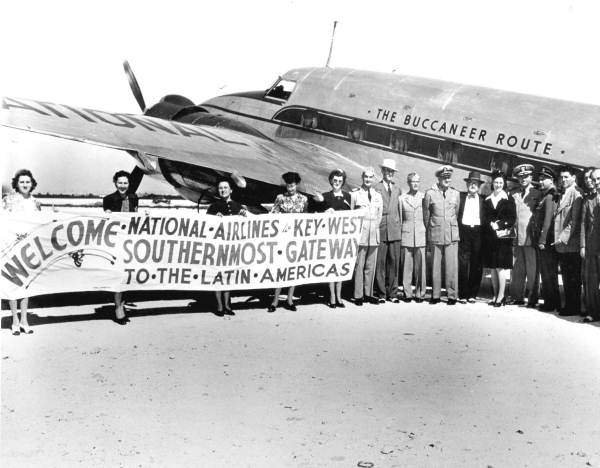
Premier service pour Miami par National Airlines en 1944.
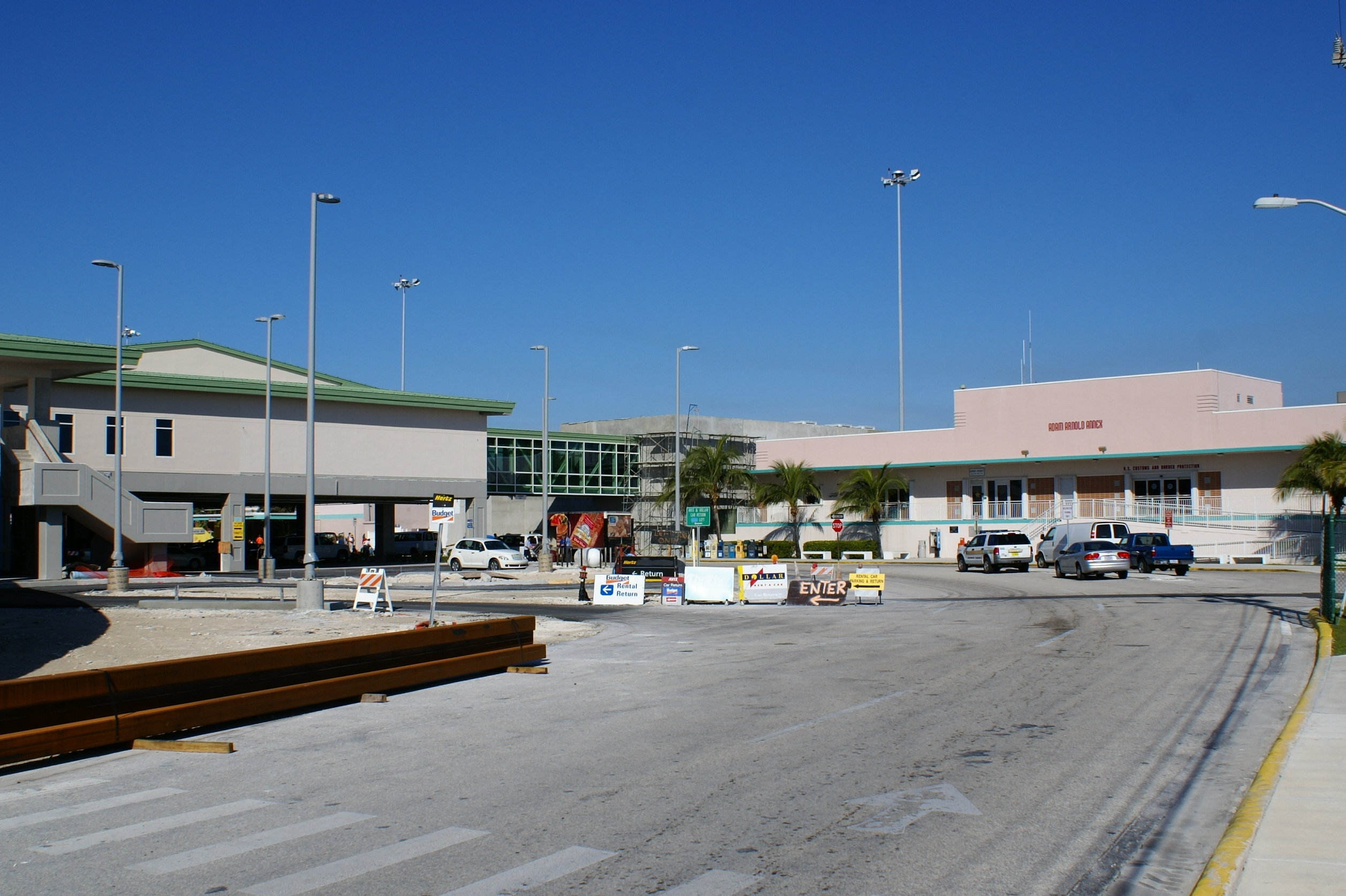
Entrée sur Faraldo Circle.
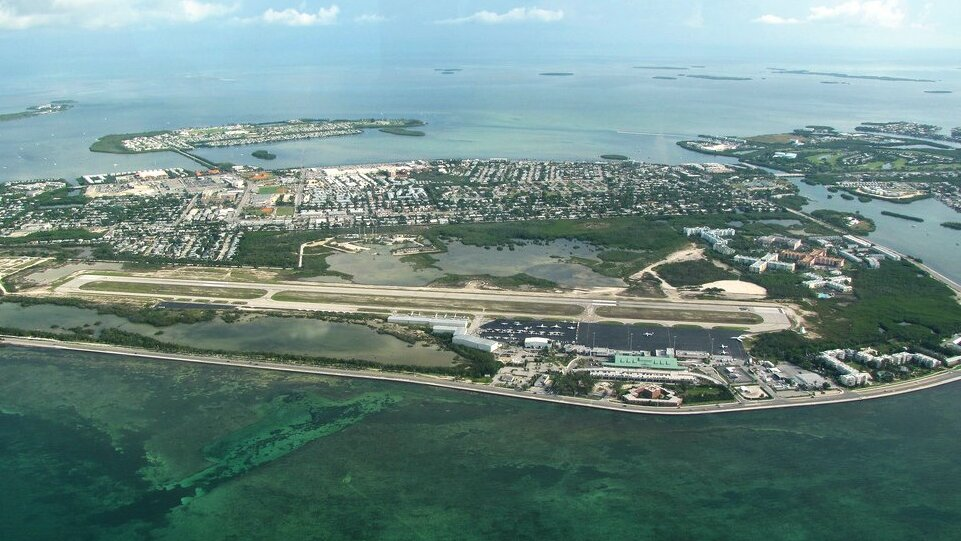
Vue aérienne de l'aéroport en 2009.